# Bagod, Zala
Bagod  este un sat în districtul Zalaegerszeg, județul Zala, Ungaria, având o populație de 1.312 locuitori (2011). 

## Demografie
Componența etnică a satului Bagod
     Maghiari (96,98%)
     Germani (1,56%)
     Necunoscut (0,64%)
     Romi (0,82%)
     Alții (0,64%)
Componența confesională a satului Bagod
     Romano-catolici (68,98%)
     Fără religie (4,27%)
     Reformați (1,3%)
     Necunoscută (24,01%)
     Alte religii (2,13%)
Conform recensământului din 2011, satul Bagod avea 1.312 locuitori. Din punct de vedere etnic, majoritatea locuitorilor (96,98%) erau maghiari, cu o minoritate de germani (1,56%). Apartenența etnică nu este cunoscută în cazul a 0,64% din locuitori.  Din punct de vedere confesional, majoritatea locuitorilor (68,98%) erau romano-catolici, existând și minorități de persoane fără religie (4,27%) și reformați (1,3%). Pentru 24,01% din locuitori nu este cunoscută apartenența confesională.